# Vizesgyán község
Vizesgyán község (románul: Comuna Toboliu) község Bihar megyében, Romániában. Központja Vizesgyán, hozzá tartozik Körösszeg.

## Népessége
A 2011-es népszámlálás adatai alapján a község népessége 2088 fő volt.

## Története
2008-ban jött létre a korábban Körösgyéres községhez tartozó Vizesgyán és Körösszeg falvakból.